# Campari Soda (Lied)

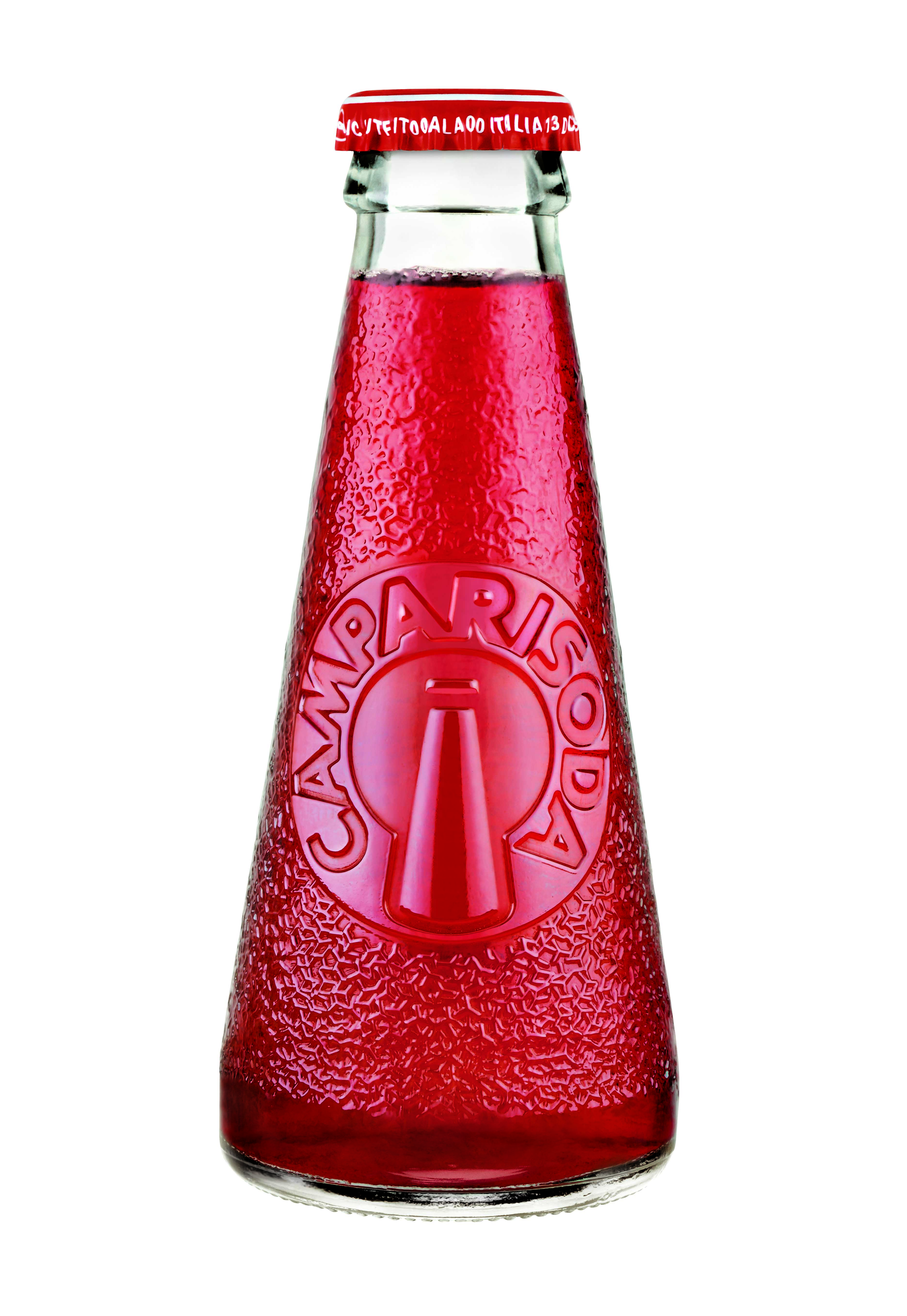
Ein Campari Soda

Campari Soda ist ein Song der Schweizer Band Taxi aus dem Jahre 1977. Geschrieben wurde er von Dominique Grandjean.

## Geschichte
Die Gruppe Taxi blieb mit dem Lied vorerst erfolglos. Bekanntheit erreichte Campari Soda erst durch die Interpretationen zahlreicher Schweizer Musikgrössen, unter anderen Stephan Eicher, Span, Doppelganger und Golden Boy. 2006 erlebte das Original ein Revival, als es in einem Werbespot der Fluggesellschaft Swiss verwendet und wegen des grossen Erfolgs der Werbung zum ersten Mal als Single herausgegeben wurde. Mit der Neulancierung schaffte es das Lied auf Anhieb auf den 6. Platz der offiziellen Schweizer Single-Hitparade (Höchststand: Platz 3) und blieb während acht Wochen in den Top Ten.
Der verträumte Gesang wird untermalt von dezenten Klavierklängen, eingeleitet wird das Lied mit einem Saxophon-Solo. Hinterlegt ist es mit Signalen in Morsecode.
Die rätoromanische Version des Liedes wurde 2012 anlässlich der Romanischen Literaturtage (Dis da litteratura) in Domat/Ems uraufgeführt. Das Duo Liebestoll, die Schauspielerin Marietta Jemmi und der Pianist Nathan Schocher, kombinierten den Song mit einer kabarettistischen Pantomime zur Sicherheitsanweisung im Flugzeug. Die Übersetzung stammt vom Musikjournalisten Benedetto Vigne.

## Text
Das in Zürichdeutsch gesungene Lied handelt vom unvergleichlichen Gefühl des Fliegens, von Fernweh und Sehnsucht. 